# 루슬란 나시불린
루슬란 라피코비치 나시불린(러시아어: Русла́н Ра́фикович Насибу́лин, 1981년 3월 2일~)은 러시아의 펜싱 선수, 지도자로 주 종목은 플뢰레이다. 2004년 하계 올림픽에서 남자 플뢰레 단체전 동메달을 획득했다.